# Avdanítes
Avdanítes, en grec moderne : Αβδανίτες, est un village du dème de Mylopótamos, en Crète, en Grèce. Selon le recensement de 2011, la population d'Avdanítes compte 46 habitants. Il est situé à une altitude de 290 m et à une distance de 35 km de Réthymnon.